# 森田健三
森田 健三（もりた けんぞう、1934年〈昭和9年〉6月14日 - 2001年〈平成13年〉4月13日）は、日本の実業家。セントラル警備保障設立者。

## 概要・経歴
1966年に「仕事を通じ社会に寄与する」、「会社に関係するすべての人々の幸福を追求する」といった経営理念のもと、東京都中央区銀座西六丁目6番地に常駐警備を主たる事業目的として、セントラル警備保障を設立。
セントラル警備保障としての最初の大仕事は創立と同じ年に来日した、ビートルズの身辺警護であった。設立間もない民間企業が身辺警護を行った事は異例で大きな話題となった。この大仕事を無事完遂したことにより、大きな信頼を集めることとなった。
また、JR東日本や三井グループの施設警備を請け負う事により、急成長を遂げた。
森田はセントラル警備保障においては社長や名誉会長を務めた。2001年4月13日、食道癌のため死去。
森田が亡くなった翌2002年には、東京・町田市の同社研修センターに隣接して、森田記念館が建てられている。